# ジエタノールアミン
ジエタノールアミン(Diethanolamine)は、しばしば略号DEAであらわされる有機化合物である。二級アミンとジオールの化合物で、ジオールは分子内に二つのヒドロキシ基を持つ化合物である。他のアミン同様、ジエタノールアミンは弱塩基性を示す。
別名としてビス(ヒドロキシエチル)アミン, ジエチロールアミン, ヒドロキシジエチルアミン, ジオールアミン, 2,2'-イミノジエタノールと呼ばれる。
DEAやその誘導体は化粧品やシャンプーの一般的な成分として、クリーム状の触感や泡立ちを良くする機能に用いられる。DEA誘導体にはラウリルアミドジエタノールアミン、ヤシ油ジエタノールアミドなどがある。
水溶性が高いため、反応後に水洗で除去可能である。

## 製造
モノエタノールアミンは酸化エチレンとアンモニア水溶液とから製造され、反応条件によりジエタノールアミンやトリエタノールアミンをも生成する。これらの生成物の比率は原料の化学量論の量を制御することで変化させる。

## 反応
モルホリンは硫酸を用いてDEAを脱水して製造される。

## 安全性
DEAおよびその誘導体は癌のリスクを増大させる懸念がもたれている。DEAのアミノ基が化粧品の製造過程でニトロソアミン類（N-ニトロソジエタノールアミン）に一部変化するというもので、ニトロソアミン類は高い発がん性で知られている 。
しかし、マウスでの実験で発がん性が認められているがこれはコリン欠乏によって引き起こされる結果であり、このようなコリン欠乏やそれに伴う発達障害はヒトでは起こらないと考えられているため、一般に安全だとみなされている。
DEAは吸湿性を持つので、使用目的によっては常時デシケーターに保管すべきである。

## 註・出典
1. 1 2  Klaus Weissermel, Hans-Jürgen Arpe, Charlet R. Lindley, Stephen Hawkins (2003). “Chap. 7. Oxidation Products of Ethylene”. Industrial Organic Chemistry. Wiley-VCH. pp. 159-161. ISBN 3527305785
2. ↑  
Prevent Cancer website entry on DEA
3. ↑  Review of the carcinogenic activity of diethanolamine and evidence of choline deficiency as a plausible mode of action.